# En måste ju leva
En måste ju leva är en föreställning som spelades på Angereds Teater mellan 9 februari och 11 maj 2007.
Manuset är skrivet för Angereds Teater av Jonathan Lehtonen och pjäsen är regisserad av Jenny Andreasson. Föreställningen innehöll många våldsinslag, och till de våldsamma scenerna anlitades konfliktkoreografen Linus Österberg Nilsson.

## Handling
En natt när Minna och Roger är ute på stan kommer Jasmine och Karzan gående. Karzan ber om en cigg och den ganska nazistiska Minna försöker starta bråk, men både Roger och Karzan förhindrar att Minna och Jasmine ryker ihop. Roger och Minnas frustration över att inte komma in på någon krog går ut över Jasmine, som senare kommer tillbaka för att hämta den väska hon tidigare glömt på platsen och då misshandlas av Roger och Minna.
Karzan och Jasmines ilska och frustration går ut över en helt oskyldig, förbipasserande kille ("Svenne") som de misshandlar svårt.
Rogers pappa "Kjelle" jobbar natt på fabriken och blir bara mer och mer irriterad på Mahmoud som alltid är glad och envisas om att be och äta Zereshk Polow på lunchrasterna. Lena sitter i mitten och försöker hålla med båda två och lugna ner dem när Kjelle går upp i varv.
När Kjelle kommer hem på morgonen går hans ilska ut över Roger, och Rogers ilska går ut över Kjelle.

## Medverkande
- Roger - Filip Tallhamn
- Minna - Josefin Neldén
- Jasmin och Lena - Julia Marko-Nord
- Karzan - Ove Wolf
- Kjelle - Anders Lönnbro
- Mahmoud - Kave Foladi
- "Svenne" och Slava - Albin Olsson